# AN/ALR-93
Das AN/ALR-93 (JETDS-Bezeichnung) ist ein digitales Radarwarnsystem für Kampfflugzeuge. Es wird vom US-Konzern Northrop Grumman produziert.

## Beschreibung
Das ALR-93 wurde entworfen, um Piloten von Kampfflugzeugen rechtzeitig vor einer Erfassung durch bodengestützte Radarsysteme zu warnen. Hierzu sind vier Antennen und ein Überlagerungsempfänger auf der Flugzeugzelle der Trägerplattform angebracht. Das System kann Radarstrahlung im Frequenzbereich von 0,5 bis 20 GHz erfassen und identifizieren. Eine Neuprogrammierung ist ebenfalls möglich, so dass auch neue Radaranlagen identifiziert werden können.
Laut Hersteller soll das System eine Entdeckungswahrscheinlichkeit von nahezu 100 % aufweisen, wobei die Datenbank ca. 2000 Signalprofile umfasst. Die Software ist in C geschrieben und wird durch PowerPC-CPUs ausgeführt. Das System ist mittels des MIL-STD-1553-Datenlinks mit der Avionik der Trägerplattform verbunden, um Interferenzen mit bordeigenen Radar- und Kommunikationssystemen zu vermeiden. Im Jahre 2003 wurde bekannt, dass das ALR-93 als Radarwarnkomponente des ASPIS EloKa-Komplexes eingesetzt wird.

## Plattformen
- F/A-18 Hornet
- F-16 Fighting Falcon
- A-4 Skyhawk
- H-2 Seasprite

## Technische Daten
- Gewicht: 27,2 kg
- Frequenzbereich: 0,5–20 GHz
- Genauigkeit: 15° QMW
- Energiebedarf: 198 W
- MTBF: 742 Stunden